# Сосна, Иржи
Иржи Сосна (чеш. Jiří Sosna; род. 19 января 1960, Вимперк, Южно-Чешская область) — чехословацкий дзюдоист, чемпион и призёр чемпионатов Чехословакии и Европы, призёр чемпионата мира, участник летних Олимпийских игр 1988 года в Сеуле и 1992 года в Барселоне.

## Карьера
Выступал в различных весовых категориях от лёгкой (до 71 кг) до полутяжёлой (до 95 кг). В 1980-1992 годах 12 раз становился чемпионом Чехословакии, трижды серебряным и один раз бронзовым призёром чемпионатов. Чемпион Европы 1988 года, бронзовый (1986) и серебряный (1989) медалист континентальных чемпионатов. В 1991 году в Барселоне стал бронзовым призёром чемпионата мира. На Олимпиаде 1988 года занял пятое место. На следующей Олимпиаде в Барселоне стал 17-м.